# Ludwig Hift
Ludwig Hift (1899 – 1981) byl rakouský bankovní úředník.

## Život
V letech 1920 až 1938 byl bankovním úředníkem vídeňské Zentral-Europäischen Landesbank. Věnoval se zde především účetnictví a organizaci banky. V říjnu 1942 byl deportován transportem IV / 12-629 do Terezína. Vzhledem ke své profesi a zkušenostem byl pověřen tvorbou organizační struktury "Banky židovské samosprávy" (Bank der Jüdischen Selbstverwaltung. Na začátku roku 1943 byl plán tento organizace schválen a realizován velením tábora. Dr. Hift v bance pracoval až do srpna 1945 jako zástupce Dr. Stefana Poppera. Po osvobození převzal spolu s ředitelem Wagnerem řízení banky a zasloužil se o to, že část nashromážděných úspor a majetku „vystěhovacích fondů pro Čechy a Moravu“ (Auswanderungsfonds für Böhmen und Mähren) byl rozdělen pozůstalým po obětech koncentračního tábora.
Během internace v terezínském ghettu se účastnil i zdejšího kulturního života. Je autorem textu písně Ich weiß bestimmt, ich werd Dich wiedersehn!, jejíž hudbu složil Adolf Strauss.